# Bengt Lindqvist
Bengt Olof Lennart Lindqvist (ur. 3 czerwca 1936 w Helsingborgu, zm. 3 grudnia 2016 w Nynäshamn) – szwedzki polityk, działacz na rzecz osób niepełnosprawnych, poseł do Riksdagu, w latach 1985–1991 minister.

## Życiorys
Jako nastolatek utracił wzrok. Kształcił się w szkole dla niewidomych w Sztokholmie, w 1960 ukończył filologię angielską na Uniwersytecie w Lund, a w 1965 uzyskał magisterium na Uniwersytecie Sztokholmskim. Pracował m.in. w szwedzkim zrzeszeniu osób niedowidzących Synskadades Riksförbund, którym kierował w latach 1975–1985. Od 1977 do 1985 był też przewodniczącym DHP, szwedzkiego stowarzyszenia osób niepełnosprawnych. Działał w międzynarodowych organizacjach osób niewidomych (WCWB i IFB), współtworzył międzynarodowe zrzeszenie Disabled Peoples’ International.
Wstąpił do Szwedzkiej Socjaldemokratycznej Partii Robotniczej. Od 1985 do 1991 sprawował urząd ministra bez teki w rządach, którymi kierowali Olof Palme i Ingvar Carlsson. Pracował w departamencie spraw społecznych, odpowiadając m.in. za usługi socjalne i politykę rodzinną. W latach 1983–1985 był zastępcą poselskim, a w kadencji 1988–1991 posłem do Riksdagu (nie wykonywał mandatu z uwagi na niepołączalność stanowisk). W 1992 i 1993 ponownie pełnił funkcję zastępcy poselskiego, w latach 1993–1995 wykonywał pełnoprawny mandat deputowanego.
Kontynuował działalność społeczną na rzecz osób niepełnosprawnych, kierował organizacją HandikappHistoriska Föreningen i instytutem Hjälpmedelsinstitutet, a w 2003 współtworzył projekt Disability Rights Promotion International. W latach 1994–2002 był specjalnym sprawozdawcą do spraw niepełnosprawności w ramach działającej w strukturze ONZ komisji CSocD.